# Barbara Nemitz
Barbara Nemitz (* 8. Oktober 1948 in Göttingen) ist eine deutsche Bildende Künstlerin. Sie war von 1993 bis 2014 Professorin für Freie Kunst an der Bauhaus-Universität Weimar. Ihre künstlerische Arbeit ist interdisziplinär und manifestiert sich in unterschiedlichen Medien und Methoden.

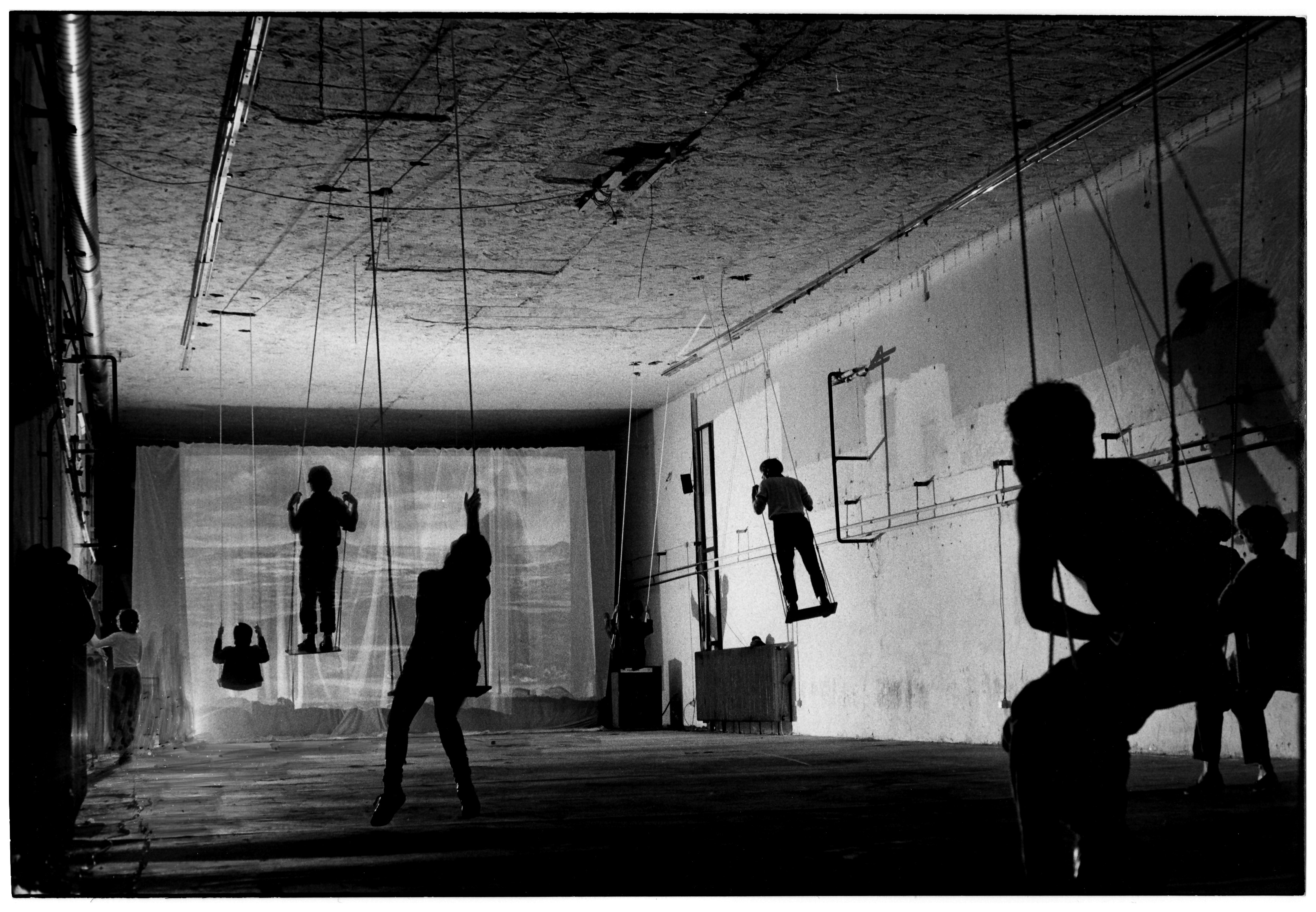
Schönheit und Schmerz. Landschaftsinszenierung von Barbara Nemitz, SO36 Berlin-Kreuzberg, 1985

## Leben
Barbara Nemitz wuchs in Göttingen auf. Die Familie zog 1957 nach Darmstadt, wo Nemitz 1967 die Abiturprüfung ablegte. Von 1969 bis 1973 studierte Barbara Nemitz an der Hochschule für bildende Künste Hamburg. Von 1969 bis 1972 studierte sie Politikwissenschaft an der Universität Hamburg. 1978 erfolgte ihr Umzug nach Berlin (damals „West“), wo sie seitdem lebt und arbeitet. 1993 erhielt Barbara Nemitz an der Bauhaus-Universität Weimar eine Professur für Freie Kunst.

## Werk
Neben umfangreichen Werken auf dem Gebiet der Malerei realisierte sie Inszenierungen mit musikalischen Elementen und kommunikative Werke, die Landschaft in ihrer ästhetischen Bedeutung erfahrbar werden lassen. In dem von Barbara Nemitz 1993 initiierten Projekt „KünstlerGärten Weimar“ stehen wegweisend die lebenden Pflanzen im Zentrum der Werke in der Freien Kunst. Abhängigkeiten von Mensch und Natur wurden hier in konsequenter Deutlichkeit präsentiert: „Gärten als Orte existentieller Grenzerfahrung“.
Barbara Nemitz ist Herausgeberin der Zeitschrift wachsen (Bauhaus-Universität Weimar 1995–2002), des Buches trans|plant - Living Vegetation in Contemporary Art (Hatje Cantz Verlag, 2000), Pink – The Exposed Color (Hatje Cantz Verlag, 2006) und weiterer Publikationen.

### Malerei, Entwicklung der „Siebmalerei“
Seit 1969 verwendet Barbara Nemitz den Siebdruck für ihre Arbeit. Sie nutzte das Verfahren zur Addition allgemein bekannter Motive (3 Affen, Palmeninsel, und den Ausruf „O, la la“) auf triviale vorgefundene Textilien.
1970 entwickelte Barbara Nemitz ihr besonderes Verfahren der „Siebmalerei“. Es basiert auf von ihr gemalten, gezeichneten oder geschnittenen Schablonen, die auf Siebgazen belichtet werden und dann ein Feld für vielfarbige freie, abstrakte Farbdrippings bieten. Dieses Vorgehen ermöglicht eine Verzahnung realistischer Vorlagen mit abstrakten, zufälligen Farbspuren. Farbträger sind Acetat oder Viskose-Satin, Karton, Baumwollgewebe und Leinwand. Alle so entstandenen Werke sind Unikate. Sie wurden erfolgreich in Museen präsentiert. Trotzdem gab Nemitz dieses Verfahren 1981 aus Gründen des Umweltschutzes auf. Seitdem berücksichtigt sie die Verhältnismäßigkeit der künstlerischen Mittel in Bezug auf die Belastung der Umwelt.
1977–1982 realisierte Barbara Nemitz ihre raumfüllende Malerei in Berlin in Werkstätten und Ateliers im Künstlerhaus Bethanien. Die Neue Galerie – Sammlung Ludwig, Aachen (1979), und das Wilhelm-Lehmbruck Museum Duisburg (1980) u. a. präsentierten ihre ungewöhnlichen, großen und stark farbigen Landschaftsdarstellungen in Einzelausstellungen.
Den Verlust von Landschaft thematisierte Barbara Nemitz 1982 in ihrer im Künstlerhaus Bethanien in Berlin-Kreuzberg gezeigten Rauminszenierung „Perlen im Sande der Mark“. 12 kühle, blassgrau-farbige Gemälde, märkischer Landschaften wurden vor dunkelroten Wänden präsentiert. Die Künstlerin arbeitete mit der paradoxen Situation: Die gemalten Landschaften lagen nur wenige Kilometer jenseits der Berliner Mauer und waren trotzdem den meisten Besuchern unbekannt.

### Inszenierungen
1985 realisierte Barbara Nemitz im SO36 in Berlin-Kreuzberg (siehe Abbildung) mit der Inszenierung „Schönheit und Schmerz“ einen Landschaftsraum, der mit der Großprojektion schwarzweißer Landschaftsfotografien, Musik und von der Decke hängenden Schaukeln für das Publikum ausstaffiert wurde. Weitere Aufführungen fanden in Köln, Düsseldorf, Wuppertal und Kassel statt.
1987 wurde Barbara Nemitz von den Berliner Festspielen für ihre Produktion Nachtlandschaften – promenades nocturnes beauftragt. „Das Werk wird in einem weitläufigen Landschaftsgarten bei nächtlicher Dunkelheit aufgeführt. Auf Lichtungen verteilt leuchten große schwarz-transparente Gemälde durch das Dunkel. Hinter jedem Bild brennt Feuer. Ab- und zu sind Gesangfragmente von Abendliedern zu hören. Sänger wandeln einzeln durch den nächtlichen Garten.“

### Stickerei
In verschiedenen Ausstellungsprojekten hat Barbara Nemitz Erdboden bestickt. Abhängig von der situativen Inszenierung verändert sich in den Installationen von Barbara Nemitz das Verhältnis von Garn und Pflanzen. Bei Arbeiten im Außenraum befinden sich Pflanzen und Erde in ihrer natürlichen Umgebung, während die Fäden als Fremdkörper auftreten. Im Museums- oder Galerieraum kehrt sich dieses Verhältnis um. Hier wirken Erde und Pflanzen fehl am Platz, während sich das gestickte Ornament in seinem natürlichen Habitat befindet.
Das Feld des Absurden bestellen nennt Barbara Nemitz ihre in Erde gestickten Werke, die bis zu 200 m2 Fläche umfassen können. Zur Ausstellung „das Schöne leben. Barbara Nemitz“ 1997 im Heidelberger Kunstverein charakterisiert Hans Gercke: „In diesem Zusammenhang kommt der nicht nur anachronistisch, sondern im gegebenen Kontext auch reichlich absurd anmutenden Aktion des Stickens eine besondere Bedeutung zu. Daß es dabei nicht um Dekoration geht, wurde bereits ausgeführt. Wichtig ist vielmehr die Geste. (...) ‚Das Schöne leben‘ bedeutet für Barbara Nemitz nicht eine ästhetische Stilisierung des Alltags, (...) sondern aktive, teilnehmende, anteilnehmende Zuwendung. Diese Kunst versteht sich nicht als ökologischer Fingerzeig, wohl aber als Geste, in der Natursubstanz und menschliches Produkt, menschliches Handeln miteinander in Verbindung gebracht werden. Fremdheit und Nähe treten in ein dialektisches Verhältnis zueinander, das modellhaften Charakter haben kann, womöglich entgegen aller Vernunft.“

### Tüll
Die zwischen 1982 und 1995 entstandene dreidimensionale Malerei auf Tüll wurde u. a. 1995 in einer umfassenden Schau von den Kunstsammlungen zu Weimar im Neuen Museum Weimar (vorm. Landesmuseum) gezeigt. Gerhard Kolberg beschreibt diese Arbeiten im Katalog: „Die Wirkung der bühnenbildartig im Raum geschichteten, mit der Spritzpistole bemalten sechs seidenen Tüllbahnen ist von einem hohen Aspektreichtum begleitet, der sich aus der Bewegung vor dem Bilde und aus der wechselnden Intensität und Qualität des Lichtes ergibt.“ Bei der Betrachtung durchdringen sich Landschaft und Architektur.

### Malerei mit „erloschenen“ Farben
In ihrem Werkkomplex Malerei mit erloschenen Farben (1991–1993) zeigt Barbara Nemitz Landschaften auf rauem Malgrund Jute mit dazu im Gegensatz stehendem Farbauftrag mit graubunten Pastellkreiden.

### Rosa – „Die entblößte Farbe“
Seit Anbeginn ihrer Künstlerischen Arbeit beschäftigt sich Barbara Nemitz mit der Farbe Rosa (vgl. 'Matterhorn', 1972.). „Attraktiv für die Arbeit mit Rosa ist die ihr innewohnende Ambivalenz. Ihrer Hintergründigkeit näher zu kommen, und sie unmittelbar differenziert zu zeigen, ist der Antrieb für die künstlerische Auseinandersetzung damit.“ Archivierungen, kuratierte Ausstellungen, Collagen, Fotoarbeiten, Vorträge und das Buch Pink – The Exposed Color in Contemporary Art and Culture (Hatje Cantz Verlag 2006) sind ihre dazu entstandenen Werke.

### Fotografie
Barbara Nemitz nutzt für ihre Landschaftsdarstellungen, Malerei und Projektionen bei Rauminszenierungen historische Aufnahmen. Seit den 1990er Jahren entstanden Fotografische Werke – großformatige C-Prints und serielle Fotografien – zur Vegetation.

### O.T.
Seit 2016 realisiert Barbara Nemitz die Werkgruppe Ohne Titel. Es ist ein Malerei-Konzept, dem immer dasselbe Motiv – eine historische Fotografie einer Ernteszene – zugrunde liegt, das Nemitz seit 2016 in Ausschließlichkeit wiederholt darstellt. Sie erläutert dazu: „Das Motiv ist ein Archetyp für das Verhältnis von Geben und Nehmen, zwischen Mensch und Natur.“

## Lehre
1993 wurde Barbara Nemitz als Professorin für Freie Kunst an die neu gegründete Fakultät Gestaltung der heutigen Bauhaus-Universität Weimar berufen. Gemeinsam mit ihren Kollegen erarbeitete sie die inhaltliche und strukturelle Ausrichtung der Fakultät. Barbara Nemitz war mehrere Jahre Mitglied im Senat, Präsidentin des Konzils der Hochschule, Mitglied im Forschungsausschuss und gründete mit Kollegen den Promotionsstudiengang „Kunst und Design | Freie Kunst | Medienkunst“ mit dem Abschluss Doctor of Philosophy (Ph. D.).
Barbara Nemitz verstand die Freie Kunst grundsätzlich als medien- und spartenübergreifendes experimentelles Feld. Wo – wenn nicht in der Freien Kunst – gibt es das Angebot, in größtmöglicher Unabhängigkeit eine eigene authentische Arbeit zu entwickeln? Diesen Freiraum vermittelte sie in ihrer Lehre. Sie bot Lehrprojekte an, die oft mit Ausstellungen, öffentlichen Präsentationen und Publikationen gekoppelt waren. Weltweite internationale Beziehungen zu Künstlern und Wissenschaftlern in Vorträgen, Werkrealisationen in Weimar und Symposien waren Bestandteile des vielfältigen Lehrangebotes. Schwerpunkte ihres Lehrangebotes waren: Garten, Landschaft, Natur und Vegetation. Außerdem bot sie Projekte zur „erweiterten“ Malerei an. Mehrere Lehrprojekte waren Veranstaltungen in offiziellen Kulturprogrammen: 1994 „Soundscapes“, Zusammenarbeit mit Klangprojekte Weimar zum „Kunstfest Weimar“ (Veranstalter: Klassik Stiftung Weimar), 1999 „Künstlergärten Weimar“ im Programm „Weimar Kulturhauptstadt Europas“.
An der heutigen Bauhaus-Universität entstand ihr umfassendes partizipatorisches Werk „KünstlerGärten Weimar“, ein wegweisendes Pionier Projekt, das die lebende Pflanze als künstlerisches Medium in das Zentrum des Interesses stellte. Neu war die Intention, dass dem EGO des Künstlers innerhalb seines Werkes ein anderes lebendes EGO – die Natur – gegenüberstand. In Präsentationen, Vorträgen und gepflanzten Kunstwerken wurde Weimar das weltweit erste Zentrum dieses neuen Bewusstseins, das sich nun in der Freien Kunst äußerte. Um die Villa Haar entstand das Außengelände für Werkrealisationen der KünstlerGärten. Eine der Aktivitäten war die Herausgabe des international vertriebenen Buchs „trans’Plant – Living Vegetation in Contemporary Art“.
In diesem Zusammenhang hat Barbara Nemitz die internationale Projektreihe „GREEN SPACE“ entwickelt und realisiert:
- “GREEN SPACE – Le jardin souterrain”. Ausstellung mit 38 internationalen Künstlern, Wissenschaftlern und jungen Talenten der Bauhaus-Universität Weimar, offizieller Beitrag Thüringens zum 50. Jahrestags des Élysée Vertrags zwischen Deutschland und Frankreich, Ausstellungsort: Metrostation Saint-Germain-des-Prés, Paris 2013/14;
- „GREEN SPACE – light and shadow“. Weimar 2003;
- „GREEN SPACE“. Tokyo 2000.

„PINK – The Exposed Color“ (2005), Ausstellung im Museum Chinretsu-kan mit internationalen Künstlern und jungen Talenten der Bauhaus-Universität Weimar und der Tokyo National University of Fine Arts and Music, GeiDai, offizieller Beitrag zu den Präsentationen „Deutschland in Japan“ 2005/06
Zu ihren ehemaligen Studenten zählen Tom Ackermann, Mario Bierende, Verena Hahn, Stephanie Hotz, Enrico Niemann, Adam Noack, Sebastian Wanke, Stefan Winkler.

## Ausstellungen (Auswahl)
aus:
- 1979: Barbara Nemitz – Malereien. Neue Galerie-Sammlung Ludwig, Aachen.
- 1980: Bicentannial Los Angeles. Gallery Stage One, Los Angeles.
- 1980: Barbara Nemitz – Malereien. Wilhelm-Lehmbruck-Museum, Duisburg.
- 1982: Barbara Nemitz – Perlen im Sande der Mark. Künstlerhaus Bethanien Berlin.
- 1985: Barbara Nemitz – Schönheit und Schmerz. SO 36 Berlin.
- 1987: Barbara Nemitz – Nachtlandschaften. Berliner Festspiele GmbH.
- 1988: Bezaubernd plagt mich mein Verwirren. Von-der-Heydt Museum, Wuppertal.
- 1995: Barbara Nemitz. Kunstsammlungen zu Weimar, Landesmuseum Weimar.
- 1996: Museum Ludwig. National Art Museum of China (NAMOC), Peking
- 1997: Barbara Nemitz – Das Schöne leben. Heidelberger Kunstverein.
- 2000: La ville, le jardin, la mémoire. Académie de France, Villa Médici, Rom.
- 2000: Artworks Pertaining to Environmental Sculpture. Dorsky Gallery, New York.
- 2000: Terra. Gerhard Marks Haus, Bremen
- 2004: Something is Already Happening. Rosy Wilde, London.
- 2005: The Exposed Colour: Pink. University Art Museum of the Tokyo National University of Fine Arts and Music, Tokyo.
- 2012: Unrealized Projects. DAAD Galerie, Berlin.
- 2013: GREEN SPACE – Le jardin Souterrain. Metro Station Saint-Germain-des-Prés, Paris.
- 2019: EGO vs. ECO. Galerie Eigenheim, Berlin.
- 2020: BLÜHSTREIFEN – Gärten im Fokus der Kunst. Kunsthalle Erfurt.

## Publikationen (Auswahl)
aus:
- Barbara Nemitz. Malereien. Neue Galerie-Sammlung Ludwig, Aachen 1979. Wilhelm-Lehmbruck-Museum, Duisburg 1980.
- Barbara Nemitz – Perlen im Sande der Mark. Künstlerhaus Betanken Berlin, 1982.
- Barbara Nemitz – Nachtlandschaften. Berliner Festspiele GmbH, 1987
- Barbara Nemitz. Kunstsammlungen zu Weimar, Landesmuseum Weimar, 1995, ISBN 3-926797-15-0.
- Barbara Nemitz – Das Schöne leben. Heidelberger Kunstverein, Heidelberg 1997, ISBN 3-926905-43-3.
- Barbara Nemitz – trans'plant. Living Vegetation in Contemporary Art. Hatje Cantz Publishers, Ostfildern 2000, ISBN 3-89322-971-X.
- gewachsen. Univ.-Verl. Weimar 2002.
- Wachsen, Jg. 8, Nr. 6. Univ.-Verlag, Weimar 2002.
- Barbara Nemitz – GREEN SPACE – Le jardin souterrain. Einführungstext, Ausstellungskatalog, Leipzig 2014
- Barbara Nemitz – Pink. The Exposed Color in Contemporary Art and Culture. Hatje Cantz Verlag, Ostfildern 2006, ISBN 3-7757-1771-4.
- BLÜHSTREIFEN – Gärten im Fokus der Kunst. Ausstellungskatalog, Textbeitrag, Kunsthalle Erfurt. Jovis Verlag Berlin 2022.